# Gran Premio degli Stati Uniti d'America 1984
Il Gran Premio degli Stati Uniti d'America 1984 è stata la nona prova della stagione 1984 del Campionato mondiale di Formula 1. Si è corsa domenica 8 luglio 1984 sul Circuito di Dallas (fu la prima e unica gara di F1 corsa sul circuito). La gara è stata vinta dal finlandese Keke Rosberg su Williams-Honda; per il vincitore si trattò del terzo successo nel mondiale. Ha preceduto sul traguardo il francese René Arnoux su Ferrari e l'italiano Elio De Angelis su Lotus-Renault.
Per Arnoux si trattò del ventiduesimo ed ultimo podio nel mondiale di F1.

## Vigilia

### Sviluppi futuri
La FISA convocò una nuova riunione tra i costruttori per decidere in merito alle regole tecniche da applicare per il 1985. Proseguì la polemica tra chi, come la Tyrrell, proponeva la riduzione del serbatoio a 195 litri, e chi invece voleva il mantenimento della capacità a 220 litri.
La Scuderia Ferrari confermò, per il 1985, la stessa coppia di piloti del 1984, Michele Alboreto e René Arnoux.

### Aspetti tecnici

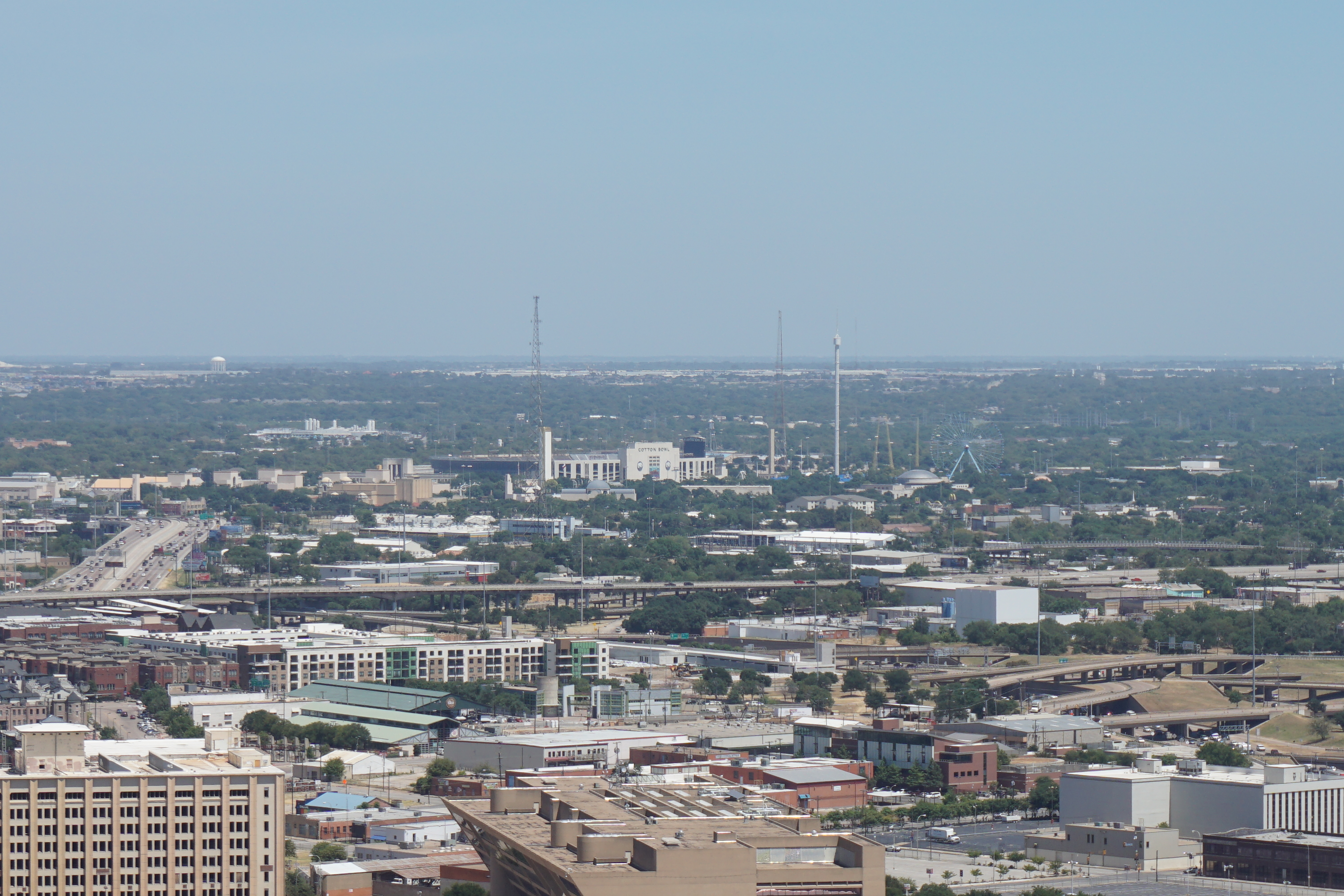
Una vista del Fair Park, all'interno del quale venne disegnato il tracciato per il Gran Premio di Dallas.

La gara si svolse su un circuito all'esordio nel mondiale di F1, disegnato all'interno del Fair Park, attorno allo stadio del Cotton Bowl di Dallas. Lungo oltre tre chilometri e novecento metri, era composto da ben 23 curve, per lo più a gomito. I lavori per il suo allestimento iniziarono il 16 febbraio e comportarono la posa lungo il tracciato di blocchi di cemento per 8 chilometri, 30.000 metri di guard-rail e 7.000 pneumatici a protezione delle vie di fuga; l'asfaltatura fu invece perlopiù eseguita a giugno. L'orario d'inizio della gara fu insolitamente fissato alle 11 del mattino.
I piloti furono fortemente critici in merito al tracciato, che trovarono stretto, tortuoso, con diverse curve cieche e scarse misure di sicurezza, tanto che René Arnoux, pilota della Scuderia Ferrari, lo giudicò del tutto inadeguato a ospitare una gara di F1; Niki Lauda mise in evidenza come il tracciato fosse veloce come una pista permanente, ma comportasse le problematiche classiche di un tracciato cittadino. I due furono anche multati per eccesso di velocità, perché nei giorni prima della gara provarono il tracciato con delle vetture stradali, viaggiando a 70 km/h contro un limite di 30 km/h. Venne criticata anche la FISA per aver permesso la disputa del Gran Premio su un tracciato che, di fatto, non era stato omologato tramite la precedente organizzazione di una gara internazionale, mancanza peraltro già accaduta per i tracciati cittadini di Las Vegas e Detroit.
Il grande caldo atteso per la gara costrinse le scuderie a modificare le monoposto al fine di garantire un migliore raffreddamento dei radiatori. La Brabham portò anche un nuovo radiatore dell'olio, più piccolo del precedente, che comportò un nuovo disegno della parte frontale della vettura. L'Arrows abbandonò definitivamente i motori Ford Cosworth per passare alla BMW (contestualmente Marc Surer beneficiò per la prima volta della monoposto A7 in luogo dell'A6), mentre la Spirit tornò all'uso del motore Hart. La RAM modificò la geometria delle sospensioni.

### Aspetti sportivi
La gara era nota anche come Dallas Grand Prix e rappresentava la seconda gara consecutiva che si svolgeva negli Stati Uniti d'America, dopo quella tenuta a Detroit quindici giorni prima. Quello di Dallas era l'ottavo circuito diverso a ospitare il mondiale di F1 negli USA. La gara venne organizzata da Don Walker e Larry Waldrop, ai quali si associò Carroll Shelby; tra i consulenti vi era Chris Pook, l'organizzatore della gara di Long Beach. Il costo per l'organizzazione del Gran Premio si aggirava sui 10 milioni di dollari. A causa di dissapori in merito alla gestione della sicurezza e degli accrediti tra gli organizzatori del gran premio e la FOCA, lo svolgimento effettivo della gara venne messo in dubbio nei giorni precedenti. Ecclestone aveva ottenuto l'assenso delle scuderie affiliate alla sua associazione a boicottare la gara nel caso non si fosse ottenuto un accordo, ma in seguito la FOCA accettò le richieste degli organizzatori locali.
Corrado Fabi tornò a correre per la Brabham in sostituzione del fratello Teo, impegnato in gare del campionato nordamericano. Niki Lauda festeggiò il suo centocinquantesimo gran premio valido per il mondiale, mentre Michele Alboreto toccò quota cinquanta partenze.
Al giovedì, nelle prime prove libere, il miglior tempo fu stabilito dal pilota della Renault Derek Warwick, che chiuse il giro in 1'38"617; non mancarono da subito gli incidenti, con René Arnoux che finì contro un muretto per evitare una collisione con De Angelis e Johnny Cecotto.
La sessione iniziò con due ore e mezza di ritardo a causa della necessità di sistemare la pista, migliorando le vie di fuga e saldando alcuni tombini. I piloti, al termine della sessione stessa, confermarono le loro perplessità: Elio De Angelis affermò di "sentirsi ridicolo" a girare sul quel tracciato, non escludendo la possibilità di rifiutarsi (non da solo) di correre, mentre Michele Alboreto, uno dei piloti ai quali il progetto della pista era stato presentato in anteprima, disse che i piloti si erano fidati del giudizio di Derek Ongaro, l'incaricato della Federazione.
Nelle prove libere del venerdì i più rapidi furono i piloti della McLaren, con Niki Lauda che chiuse con 1'36"317 davanti ad Alain Prost, staccato di 43 millesimi. Terzo si classificò Nelson Piquet, che chiuse a meno di quattro decimi dal tempo dell'austriaco. La sessione fu caratterizzata da un grande caldo, con oltre 40 °C di temperatura atmosferica.

## Qualifiche

### Resoconto
Nella prima giornata di qualifiche, anch'essa svolta in condizioni climatiche di gran caldo, ai primi due posti si classificarono le due Lotus di Nigel Mansell e Elio De Angelis, divisi da circa sei decimi. Terzo fu René Arnoux, a un decimo da De Angelis.
La giornata fu caratterizzata da molti incidenti: nei primi minuti della sessione Martin Brundle finì contro un muretto, fratturandosi la caviglia sinistra, tanto da dover essere portato al Baylor Hospital, ove gli venne riscontrata anche una seconda frattura. Nell'impatto venne spostato uno dei blocchi di cementi che cingevano tutta la pista. Niki Lauda a sua volta distrusse la propria monoposto e riportò una contusione a un polpaccio; anche Philippe Alliot andò rovinosamente a sbattere, mentre René Arnoux danneggiò la ruota posteriore destra e l'alettone in una “toccata” al muro.
Al sabato solo 3 piloti riuscirono a migliorare i tempi del venerdì: tra questi vi fu Derek Warwick, che guadagnò la terza posizione. Le due Lotus non effettuarono nemmeno un tentativo. Per Nigel Mansell fu la prima pole position nel mondiale, ottenuta dopo 52 gare, mentre per la Lotus fu la novantesima partenza al palo come costruttore. Oltre all'infortunato Brundle, che la Tyrrell non sostituì, anche Alliot, avendo distrutto la propria monoposto al venerdì, non poté partecipare alla gara.
Le condizioni climatiche permanevano estreme: Mansell comunicò che nell'abitacolo della sua vettura si erano toccati i 55 °C, mentre Keke Rosberg testò anche un sistema di raffreddamento inserito nel proprio casco. Al termine delle qualifiche Lauda cercò di convincere gli altri piloti a non disputare la gara o a chiedere di ridurne la durata, ma senza successo. Leo Mell, responsabile della Goodyear, constatò che la temperatura dell'asfalto (che essendo stato posato appena un mese prima, in situazioni climatiche già estreme, non aveva una tenuta ottimale e a tratti si sbriciolava) raggiungeva i 60 °C e che le gomme da qualifica si degradavano in meno di un giro. I giudizi dei piloti furono unanimi nel bocciare il tracciato di Dallas, con Arnoux che lo accomunò, nella mediocrità, a quello di Detroit.

### Risultati
I risultati delle qualifiche furono i seguenti:
| Pos                     | N° | Pilota             | Costruttore           | Tempo    | Griglia |
| ----------------------- | -- | ------------------ | --------------------- | -------- | ------- |
| 1                       | 12 | Nigel Mansell      | Lotus-Renault         | 1'37"041 | 1       |
| 2                       | 11 | Elio De Angelis    | Lotus-Renault         | 1'37"635 | 2       |
| 3                       | 16 | Derek Warwick      | Renault               | 1'37"708 | 3       |
| 4                       | 28 | René Arnoux        | Ferrari               | 1'37"785 | 4       |
| 5                       | 8  | Niki Lauda         | McLaren-TAG Porsche   | 1'37"987 | 5       |
| 6                       | 19 | Ayrton Senna       | Toleman-Hart          | 1'38"256 | 6       |
| 7                       | 7  | Alain Prost        | McLaren-TAG Porsche   | 1'38"544 | 7       |
| 8                       | 6  | Keke Rosberg       | Williams-Honda        | 1'38"767 | 8       |
| 9                       | 27 | Michele Alboreto   | Ferrari               | 1'38"793 | 9       |
| 10                      | 15 | Patrick Tambay     | Renault               | 1'38"907 | 10      |
| 11                      | 2  | Corrado Fabi       | Brabham-BMW           | 1'38"960 | 11      |
| 12                      | 1  | Nelson Piquet      | Brabham-BMW           | 1'39"439 | 12      |
| 13                      | 14 | Manfred Winkelhock | ATS-BMW               | 1'39"860 | 13      |
| 14                      | 23 | Eddie Cheever      | Alfa Romeo            | 1'39"911 | 14      |
| 15                      | 20 | Johnny Cecotto     | Toleman-Hart          | 1'40"027 | 15      |
| 16                      | 26 | Andrea De Cesaris  | Ligier-Renault        | 1'40"095 | 16      |
| 17                      | 4  | Stefan Bellof      | Tyrrell-Ford Cosworth | 1'40"336 | 17      |
| 18                      | 24 | Piercarlo Ghinzani | Osella-Alfa Romeo     | 1'41"176 | 18      |
| 19                      | 25 | François Hesnault  | Ligier-Renault        | 1'41"303 | 19      |
| 20                      | 18 | Thierry Boutsen    | Arrows-BMW            | 1'41"318 | 20      |
| 21                      | 22 | Riccardo Patrese   | Alfa Romeo            | 1'41"328 | 21      |
| 22                      | 17 | Marc Surer         | Arrows-BMW            | 1'42"592 | 22      |
| 23                      | 21 | Huub Rothengatter  | Spirit-Hart           | 1'43"084 | 23      |
| 24                      | 9  | Philippe Alliot    | RAM-Hart              | 1'43"222 | NP      |
| 25                      | 5  | Jacques Laffite    | Williams-Honda        | 1'43"304 | 24      |
| 26                      | 10 | Jonathan Palmer    | RAM-Hart              | 1'44"676 | 25      |
| Vetture non qualificate |    |                    |                       |          |         |
| NQ                      | 3  | Martin Brundle     | Tyrrell-Ford Cosworth | 2'31"960 | NQ      |

## Warm up
Dato che l'orario previsto per la partenza della gara erano le 11, la sessione di “riscaldamento” venne fissata alle 7.30. La situazione della pista permaneva estremamente critica e fu anzi peggiorata anche dallo svolgimento, prima della F1, di una gara Can-Am; alcuni operai cercarono di sistemare alla meglio il tracciato tappando le buche createsi con del cemento a presa rapida.
Il warm up alla fine venne cancellato e i piloti, con Lauda e Prost in testa, si risolsero a chiedere l'annullamento del gran premio. Bernie Ecclestone rifiutò la proposta, ma accordò una riduzione della gara a 68 giri contro i 78 previsti. Il direttore di gara concesse anche tre giri di riscaldamento per i piloti prima di posizionarsi in griglia.

## Gara

### Resoconto

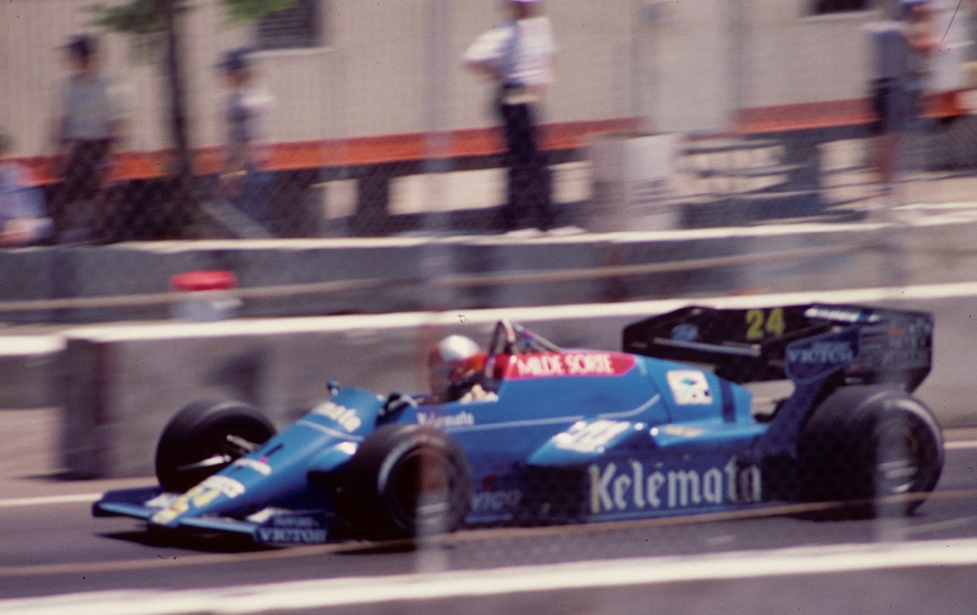
Con il quinto posto di Piercarlo Ghinzani l'Osella torna a punti per la prima volta dal Gran Premio di San Marino 1982.

Durante il giro di ricognizione René Arnoux rimase fermo in griglia e fu costretto a partire dall'ultima fila, ove trovò Manfred Winkelhock, anche lui frenato da un guaio tecnico.
Al via Nigel Mansell mantenne il comando della gara, seguito da Elio De Angelis e Derek Warwick, mentre Ayrton Senna si portò in quarta posizione, davanti a Lauda, Prost, Rosberg, Alboreto e Tambay. Nel corso del primo giro Rosberg passò Prost.
Al secondo giro Senna urtò un muretto e forò una gomma: prima di poter rientrare ai box dovette compiere quasi un intero giro a bassissima velocità, allontanandosi dalle posizioni di testa. Poco dopo la direzione di gara inviò in pista un veicolo di soccorso per consentire il recupero della vettura di François Hesnault, anche lui vittima di un incidente, ma la gara non venne neutralizzata o sospesa.
Al quarto giro Warwick sopravanzò De Angelis e si portò alla spalle di Mansell. Al settimo giro anche Lauda passò De Angelis, che scontava un problema tecnico all'iniezione. Warwick si avvicinò a Mansell, mentre alle sue spalle Lauda precedeva De Angelis, Rosberg, Prost, Tambay e Piquet. All'undicesimo giro Warwick tentò il sorpasso su Mansell, ma avendo i freni ancora troppo freddi la sua Renault partì in testacoda e urtò le barriere, costringendolo al ritiro.
Al dodicesimo passaggio Elio De Angelis riprese la seconda posizione e si mise all'attacco del compagno di team Mansell, che scontava dei problemi al cambio. Lauda, con problemi al propulsore, cedette la terza piazza a Keke Rosberg. De Angelis si portò all'attacco di Mansell, che resistette al comando; al giro 19 il pilota romano dovette a sua volta subire l'attacco di Rosberg, che conquistò la seconda posizione. Nel frattempo Prost aveva passato Lauda.
Keke Rosberg attaccò Mansell al ventesimo e al ventunesimo giro, ma l'inglese si difese strenuamente, chiudendo ogni varco. Il finnico attese qualche giro, riprovando ad attaccare Mansell, che però fu ancora molto duro nella sua difesa, tanto che Rosberg si lamentò per la tattica ostruzionistica del pilota della Lotus. Al trentesimo giro Alain Prost passò De Angelis, per la terza posizione. Dopo tre giri il francese, sfruttando un altro tentativo infruttuoso di Rosberg, riuscì a passare il pilota della Williams. Prost, a causa di un errore di guida, cedette ancora la seconda posizione a Rosberg, dopo un paio di giri.
Al giro 36 Nigel Mansell toccò con l'alettone posteriore un muretto, consentendo infine a Rosberg di prendere il comando. L'inglese tentò ancora di ripassare il finnico, sfiorando la collisione, e provocando ancora le proteste del pilota Williams. Dopo un solo giro Mansell cedette la posizione anche a Prost, De Angelis e Lauda, a causa di pneumatici molto deteriorati. Al trentanovesimo giro fu costretto al pit stop, rientrando in gara al settimo posto. Nello stesso giro René Arnoux strappò il quinto posto a Nelson Piquet.
Al quarantaduesimo giro Niki Lauda passò Elio De Angelis, che dopo quattro giri venne sorpassato anche da Arnoux. Nello stesso girò vi fu il ritiro per Piquet. Al giro 49 Prost approfittò di un errore di Rosberg per sopravanzarlo, mentre al giro 51 il francese della Ferrari guadagnò la terza posizione, passando Lauda.
Un errore di guida costò il ritiro a Michele Alboreto, da poco entrato nella zona dei punti. Al giro 57 la curva 6 fu fatale anche per la gara di Prost, che terminò contro le barriere rompendo una sospensione, dovendo quindi parcheggiare la sua McLaren al fianco della monoposto di Alboreto. In tal modo Keke Rosberg tornò a condurre il Gran Premio.
Alla curva 6 si fermarono anche le due Arrows, quella di Marc Surer per un errore del pilota, mentre su quella di Thierry Boutsen si ruppe il motore. Al giro 61 anche Niki Lauda, che era tornato terzo, centrò il muretto della curva 6 e si dovette ritirare. La bandiera a scacchi fu data allo scoccare delle due ore di gara, a un giro dal termine previsto: Keke Rosberg s'impose per la terza volta in carriera, portando al successo il motore Honda, la cui ultima vittoria risaliva al Gran Premio d'Italia 1967. René Arnoux, che pure era partito ultimo, e Elio De Angelis completarono il podio.
Nell'ultimo giro Mansell, quinto, urtò un muretto e danneggiò la scatola del cambio: la sua Lotus si fermò a pochi metri dal traguardo; il britannico smontò dalla monoposto e cercò di spingerla fino al traguardo, ma a pochi metri dalla linea svenne per il caldo, venendo soccorso da alcuni uomini del muretto. Ciò consentì a Piercarlo Ghinzani di superarlo e chiudere quinto, ottenendo così le sue prime lunghezze iridate e riportando l'Osella nei punti per la prima volta dal Gran Premio di San Marino 1982.

### Risultati
I risultati del Gran Premio furono i seguenti:
| Pos | Nº | Pilota             | Costruttore           | Giri | Tempo/Ritiro          | Griglia | Punti |
| --- | -- | ------------------ | --------------------- | ---- | --------------------- | ------- | ----- |
| 1   | 6  | Keke Rosberg       | Williams-Honda        | 67   | 2h01'22"617           | 8       | 9     |
| 2   | 28 | René Arnoux        | Ferrari               | 67   | + 22"464              | 4       | 6     |
| 3   | 11 | Elio De Angelis    | Lotus-Renault         | 66   | + 1 giro              | 2       | 4     |
| 4   | 5  | Jacques Laffite    | Williams-Honda        | 65   | + 2 giri              | 25      | 3     |
| 5   | 24 | Piercarlo Ghinzani | Osella-Alfa Romeo     | 65   | + 2 giri              | 18      | 2     |
| 6   | 12 | Nigel Mansell      | Lotus-Renault         | 64   | Cambio                | 1       | 1     |
| 7   | 2  | Corrado Fabi       | Brabham-BMW           | 64   | + 3 giri              | 11      |       |
| 8   | 14 | Manfred Winkelhock | ATS-BMW               | 64   | + 3 giri              | 13      |       |
| Rit | 8  | Niki Lauda         | McLaren-TAG Porsche   | 60   | Incidente             | 5       |       |
| Rit | 7  | Alain Prost        | McLaren-TAG Porsche   | 56   | Sospensione/Incidente | 7       |       |
| Rit | 18 | Thierry Boutsen    | Arrows-BMW            | 55   | Sospensione/Incidente | 20      |       |
| Rit | 27 | Michele Alboreto   | Ferrari               | 54   | Sospensione/Incidente | 9       |       |
| Rit | 17 | Marc Surer         | Arrows-BMW            | 54   | Sospensione           | 22      |       |
| Rit | 19 | Ayrton Senna       | Toleman-Hart          | 47   | Frizione              | 6       |       |
| Rit | 10 | Jonathan Palmer    | RAM-Hart              | 46   | Problemi elettrici    | 26      |       |
| Rit | 1  | Nelson Piquet      | Brabham-BMW           | 45   | Incidente             | 12      |       |
| Rit | 15 | Patrick Tambay     | Renault               | 25   | Incidente             | 10      |       |
| Rit | 20 | Johnny Cecotto     | Toleman-Hart          | 25   | Testacoda             | 15      |       |
| Rit | 26 | Andrea De Cesaris  | Ligier-Renault        | 15   | Incidente             | 16      |       |
| Rit | 21 | Huub Rothengatter  | Spirit-Hart           | 15   | Perdita di benzina    | 23      |       |
| Rit | 22 | Riccardo Patrese   | Alfa Romeo            | 12   | Testacoda             | 21      |       |
| Rit | 16 | Derek Warwick      | Renault               | 10   | Incidente             | 3       |       |
| SQ  | 4  | Stefan Bellof      | Tyrrell-Ford Cosworth | 9    | Squalificato          | 17      |       |
| Rit | 23 | Eddie Cheever      | Alfa Romeo            | 8    | Incidente             | 14      |       |
| Rit | 25 | François Hesnault  | Ligier-Renault        | 0    | Incidente             | 19      |       |
| NP  | 9  | Philippe Alliot    | RAM-Hart              | 0    | Non partito           | 24      |       |
| NQ  | 3  | Martin Brundle     | Tyrrell-Ford Cosworth |      |                       |         |       |

## Classifiche

### Piloti
| Pos. | Pilota             | Punti |
| ---- | ------------------ | ----- |
| 1    | Alain Prost        | 35,5  |
| 2    | Elio De Angelis    | 26    |
| 3    | Niki Lauda         | 24    |
| 4    | René Arnoux        | 23    |
| 5    | Keke Rosberg       | 20,5  |
| 6    | Nelson Piquet      | 18    |
| 7    | Derek Warwick      | 13    |
| 8    | Michele Alboreto   | 9,5   |
| 9    | Patrick Tambay     | 8     |
| 10   | Nigel Mansell      | 6     |
| 11   | Jacques Laffite    | 5     |
| 12   | Ayrton Senna       | 5     |
| 13   | Teo Fabi           | 4     |
| 14   | Eddie Cheever      | 3     |
| 15   | Riccardo Patrese   | 3     |
| 16   | Andrea De Cesaris  | 3     |
| 17   | Thierry Boutsen    | 3     |
| 18   | Piercarlo Ghinzani | 2     |

### Costruttori
| Pos. | Team                 | Punti |
| ---- | -------------------- | ----- |
| 1    | McLaren-TAG Porsche  | 59,5  |
| 2    | Ferrari              | 32,5  |
| 3    | Lotus-Renault        | 32    |
| 4    | Williams-Honda       | 25,5  |
| 5    | Brabham-BMW          | 22    |
| 6    | Renault              | 21    |
| 7    | Alfa Romeo           | 6     |
| 8    | Toleman-Hart         | 5     |
| 9    | Ligier-Renault       | 3     |
| 10   | Arrows-Ford Cosworth | 3     |
| 11   | Osella-Alfa Romeo    | 2     |

## Decisioni della FIA
In una riunione del 18 luglio la FISA decise di inviare una reprimenda agli organizzatori del Gran Premio per le varie difficoltà che si erano registrate nel weekend; venne inoltre chiesto loro di depositare 200.000 dollari a garanzia dei lavori necessari da effettuare per mantenere la gara nel calendario per il 1985,, cosa poi non avvenuta.
Al termine della gara precedente, il GP di Detroit, le vetture della Tyrrell erano state sottoposte a verifica. Il peso delle Tyrrell risultò regolare, ma i tecnici della federazione vollero controllare anche il serbatoio d'acqua delle vetture, all'interno del quale venne scoperto un liquido sconosciuto, nel quale galleggiavano dei pallini di piombo. A seguito di ulteriori indagini, la Federazione scoprì che sulle vetture inglesi, durante la gara, veniva effettuato un rabbocco con questo liquido contenente pallini di piombo, che serviva per arricchire l'aria immessa sui tromboncini di aspirazione, al fine di ritardare la detonazione del motore, rendendo così possibile l'utilizzo di un maggior rapporto di compressione, ottenendo una maggiore potenza. In una riunione del 18 luglio 1984, la FISA decise di escludere la Tyrrell dalle rimanenti gare del campionato del mondo, e cancellò tutti i punti ottenuti fino al momento della squalifica. Venne deciso che i punti attribuiti ai piloti della scuderia britannica non sarebbero stati assegnati. Le vetture proseguirono a partecipare al campionato, fino al Gran Premio d'Olanda, ma la loro partecipazione fu sub judice. La squalifica della Tyrrell venne confermata dal Tribunale d'Appello della FISA, dopo una riunione del 29 agosto. La scuderia venne esclusa dai successivi gran premi.
Il 9 ottobre la FISA decise di rideterminare le classifiche di tutte le gare, fino a quel momento disputate, facendo scalare in graduatoria tutti i piloti classificatisi alle spalle dei piloti della Tyrrell. Ciò non portò a ridisegnare la classifica, per questa gara, in quanto Stefan Bellof si era ritirato, durante il gran premio, mentre, l'altro pilota della scuderia, Martin Brundle, non si era qualificato, essendosi infortunato durante le prove.
Nigel Mansell, per aver cercato di spingere a mano la sua Lotus, rimasta senza carburante a pochi metri dal traguardo, venne squalificato per un anno dalle competizioni; non avendo altre sanzioni pendenti, la pena a suo carico venne sospesa con la condizionale, che consentì al pilota britannico di partecipare al resto del campionato.